# Нижній Любаж
Нижній Любаж (рос. Нижний Любаж) — присілок в Фатезькому районі Курської області Російської Федерації.
Населення становить 112 осіб. Входить до складу муніципального утворення Верхньолюбазька сільрада.

## Історія
Населений пункт розташований на території українського етнічного та культурного краю Східна Слобожанщина.
Від 2004 року входить до складу муніципального утворення Верхньолюбазька сільрада.

## Населення
| 1979 | 2002 | 2010 |
| ---- | ---- | ---- |
| 335  | ↘168 | ↘112 |